# Limnophyes yakybeceus
Limnophyes yakybeceus är en tvåvingeart som beskrevs av Sasa och Suzuki 2000. Limnophyes yakybeceus ingår i släktet Limnophyes och familjen fjädermyggor. Inga underarter finns listade i Catalogue of Life.